# Quinetofon

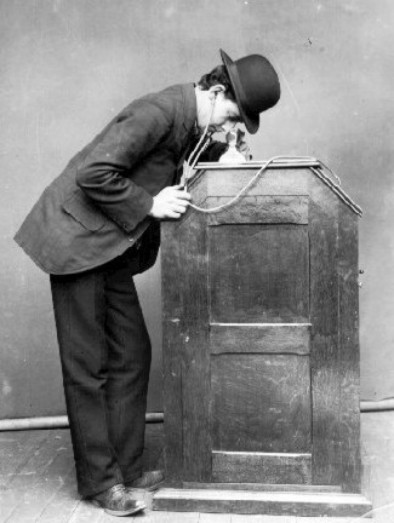
El quinetòfon, 1895.

El quinetòfon (del grec κινέω, 'moviment', i de l'anglès phone, 'so') va ser un dispositiu inventat per Thomas Alva Edison i William Kennedy Laurie Dickson, a finals del segle xix, amb l'objectiu d'unificar la imatge amb el so. El dispositiu consistia a projectar la pel·lícula del quinetoscopi sincronitzada amb el so del fonògraf. A més a més, aquest invent es va presentar com una millora del cinetoscopi.
L'abandonament de Dickson i l'arribada del cinematògraf dels germans Lumière a França va comportar que l'invent no arribés a l'èxit que s’esperava.

## Història
Thomas Alva Edison, va crear un gran recorregut autodidacte en la invenció de mecanismes útils i necessaris per a la societat, com és el cas de la bombeta elèctrica, o imprescindibles en la comunicació, entre els quals trobem el fonògraf i el seu corresponent cilindre, el telègraf, el micròfon de carbó, la càmera de cinema, el vitascopi, o el ciclostil, el qual va permetre realitzar còpies de paper escrit en grans quantitats.
Posteriorment a l’invent del fonògraf a partir de 1870 i arran una visita realitzada en 1888 a Eadweard Muybridge, un reconegut fotògraf i investigador pioner de les pel·lícules en moviment, Edison va obtenir la inspiració per crear un nou invent al qual anomenaria cinetoscopi.
La idea de Eadweard Muybrige consistia a promoure el desenvolupament del disseny d’un instrument que pogués emetre el so a través de la incorporació del fonògraf, i la imatge al mateix temps. El 31 d’agost de 1897 Edison registra la patent del nou invent.
Malgrat el treball conjunt d’Edison i Laurie Dickson, juntament amb la resta de treballadors, el nou invent no incorporava un gran format per un públic nombrós, motiu que van utilitzar els germans Lumière per avançar-se i obtenir l'èxit.
Un cop inventat el fonògraf (1876) i el cinetoscopi (1891), només quedava crear un nou sistema que unifiqués aquests dos invents, unint simultàniament el so amb la imatge, seria l’anomenat quinetòfon.
Finalment en 1895, Edison presenta el quinetòfon, un invent que incorporava una pel·lícula projectada pel cinetoscopi, juntament amb el so aportat pel fonògraf.

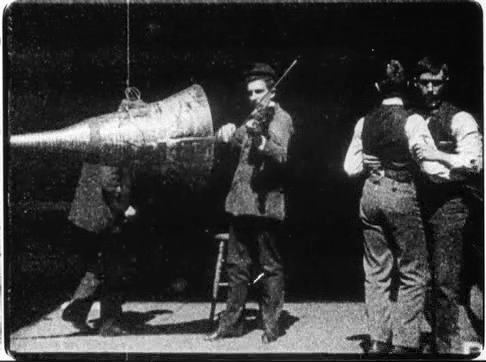
Dickson Experimental Sound Film (1894)

La primera pel·lícula creada per Thomas Edison gràcies al quinetòfon es data d'entre el 1894 i el 1895, anomenada “Dickson Experimental Sound Film”. Va ser impulsada gràcies a l'estudi Nova Jersey Edison. Posteriorment al 1912 es va crear una pel·lícula breu de demostració i al 1913 va aparèixer Nursey Favorits, aquestes tres pel·lícules són les úniques que queden que van ser reproduïdes gràcies al quinetòfon. En la primera pel·lícula, es pot observar la imatge d'una persona, no queda clar si és un home o una dona degut a la poca definició de la imatge, que està ballant amb els braços aixecats movent-los d'un costat a l'altre. En el mateix vídeo també es menciona a Eadweard Muybridge, conegut com el fotògraf que va captar el galop d'un cavall el 1878.
Davant l’abandonament del laboratori per part de l’assistent d’Edison, Laurie Dickson, no es van poder acabar els estudis finals sobre l’instrument, a més, l’èxit del cinematògraf per parts dels germans Lumière a França va ennuvolar el reconeixement del quinetòfon i van acabar reemplaçant-lo totalment.

## Funcionament i ús

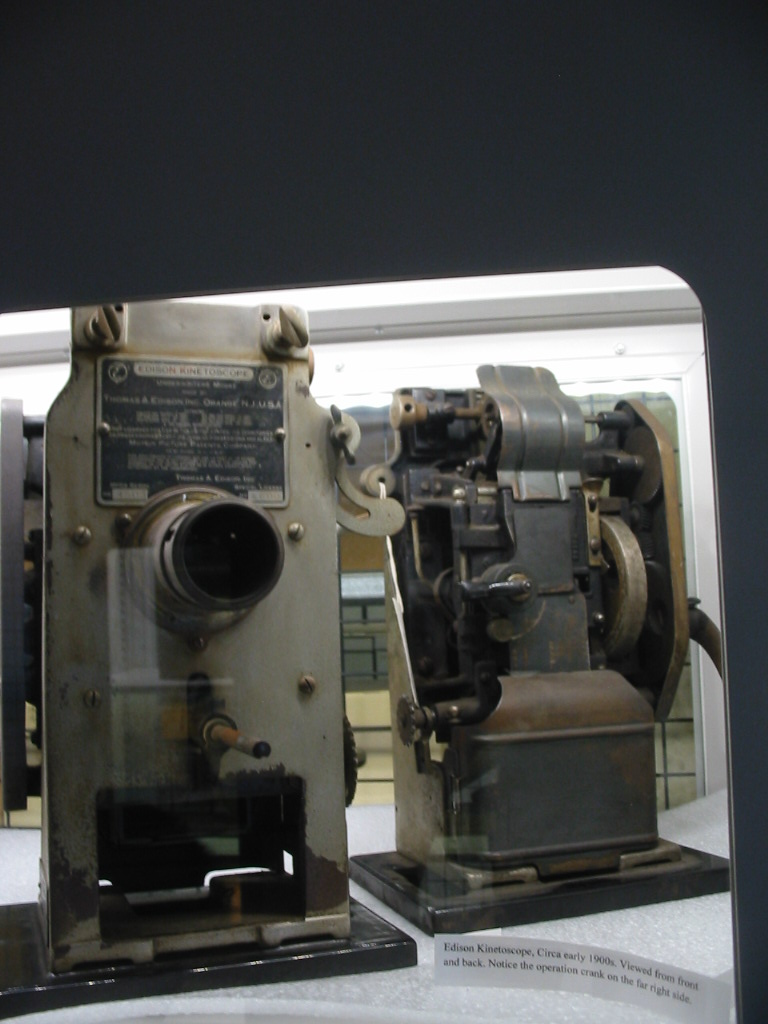
Quinetòfon al Thomas Edison National Historical Park

El concepte del quinetòfon es va desenvolupar en base del cilindre del fonògraf. En 1895, el quinetòfon sincronitzava el so amb una pel·lícula projectada en una pantalla externa, però encara persistien els problemes amb talls de pel·lícula i amb operadors mal preparats que es dessincronitzaven amb el so, això va provocar la insatisfacció de l'audiència i la falta de popularitat del quinetòfon.
Aquest invent permetia a l'usuari poder mirar a través d'un orifici del cinetoscopi la pel·lícula representada i alhora poder sentir el so que aportava el cilindre del fonògraf, per això era necessari l'ús d'uns auriculars de goma.
L'aparell no estava dissenyat pel consum simultani, és a dir, per més d'un espectador en una sala concreta com el cinema modern, sinó que es basava en l'ús individual.
John Carbutt va desenvolupar la pel·lícula de cel·luloide emulsionada i l'Edison va començar a utilitzar-la per fer proves durant el desenvolupament del cinetoscopi. La companyia Eastman va començar a produir les seves pròpies pel·lícules de cel·luloide. Dickson, va rebre ajuda d'un nou assistent després d'haver comprat les pel·lícules d'Edison i va ser així com va poder treballar en un dispositiu amb sistema horitzontal d'alimentació per la correcta exposició de les tires de pel·lícula.

## Influències en el món

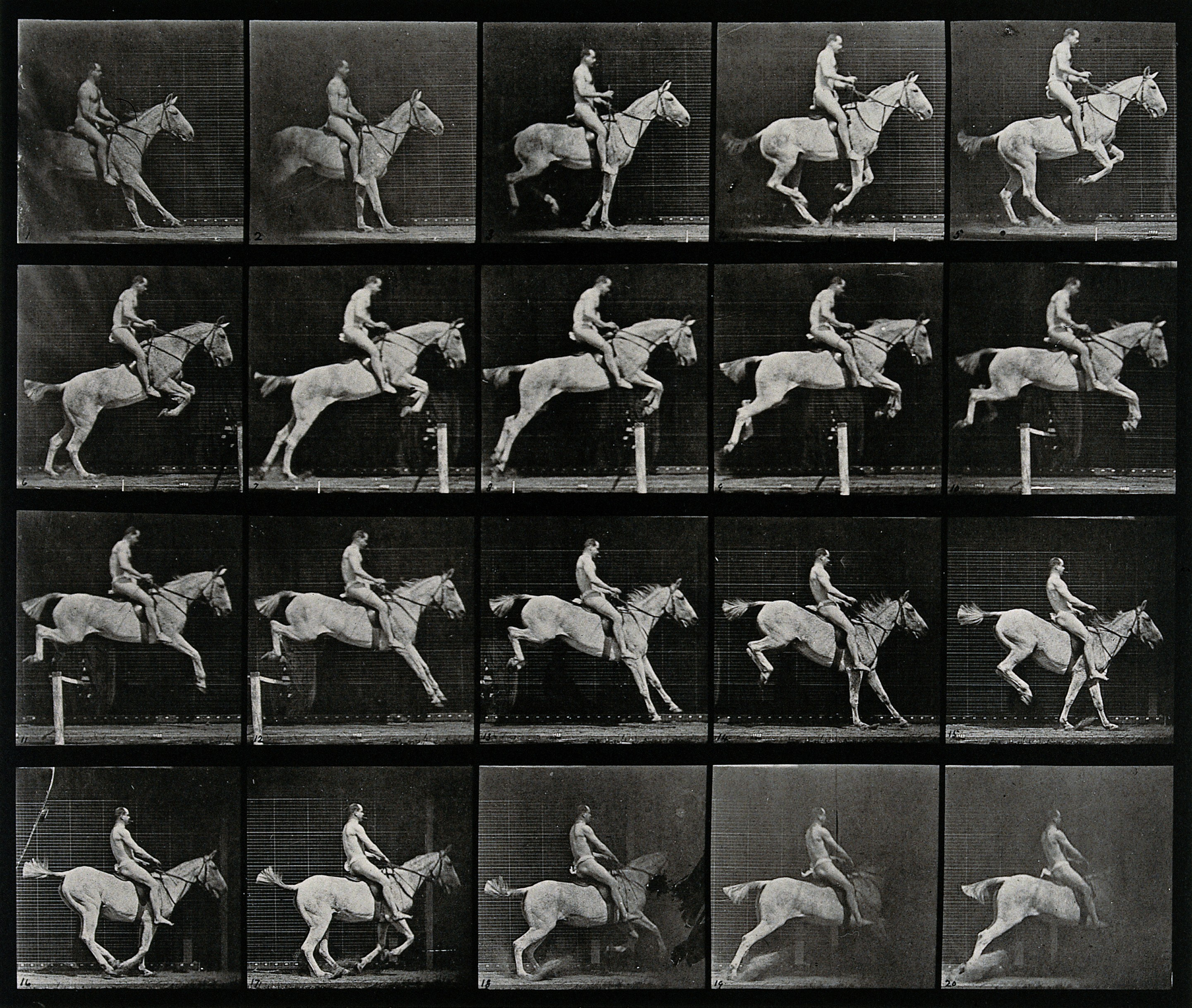
Cronofotografia "Cavalls en moviment"

A França, es considera que la reunió que va mantenir Edison amb el fisiòleg Etienne-Jules Marey va ajudar a canalitzar els treballs en una direcció correcta. Marey va ser capaç de produir una sèrie seqüencial d'imatges fixes utilitzant rotlles de pel·lícula contínua, i així és com es va donar a conèixer la cronofotografia.
Laurie Dickson va treballar durant el procés de creació del quinetòfon sota l'emblemàtica figura d'Edison, però la influència que derivaria d'aquest personatge anys després seria molt gran.
Un cop Dickson emigra cap a Londres, juntament amb Herman Hasler, Elias Koopman i Harry Marvin crea l'American Mutoscope and Biograph Company, un dels estudis de cinema més productius d'Anglaterra.
En 1955 la casa de Thomas Alva Edison i el laboratori que es trobava al seu interior, van ser designats com el lloc històric Nacional d'Edison. El laboratori va ser designat com el Monument Nacional dels Laboratoris d'Edison el 14 de juliol de 1956.
El 30 de març de 2009 canvien el seu nom a "Thomas Edison National Historical Park", amb la seva obertura el 10 d'octubre de 2009 després de realitzar una sèrie de modificacions.

## Vegeu també (curiositats)

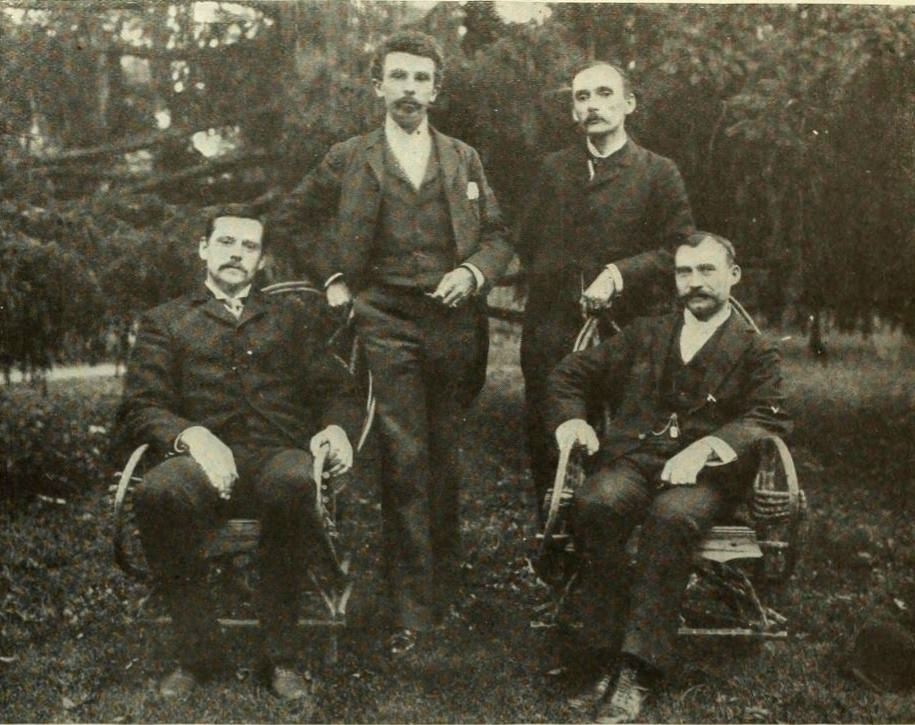
Primera reunió de tots els membres de la K.M.C.D (22 de setembre de 1895), funden la productora de cinema American Mutoscope and Biograph Company. D'esquerra a dreta: Henry N. Marvin, William Kennedy Laurie Dickson, Herman Casler, i Elias Bernard Koopman.

## Enllaços externs

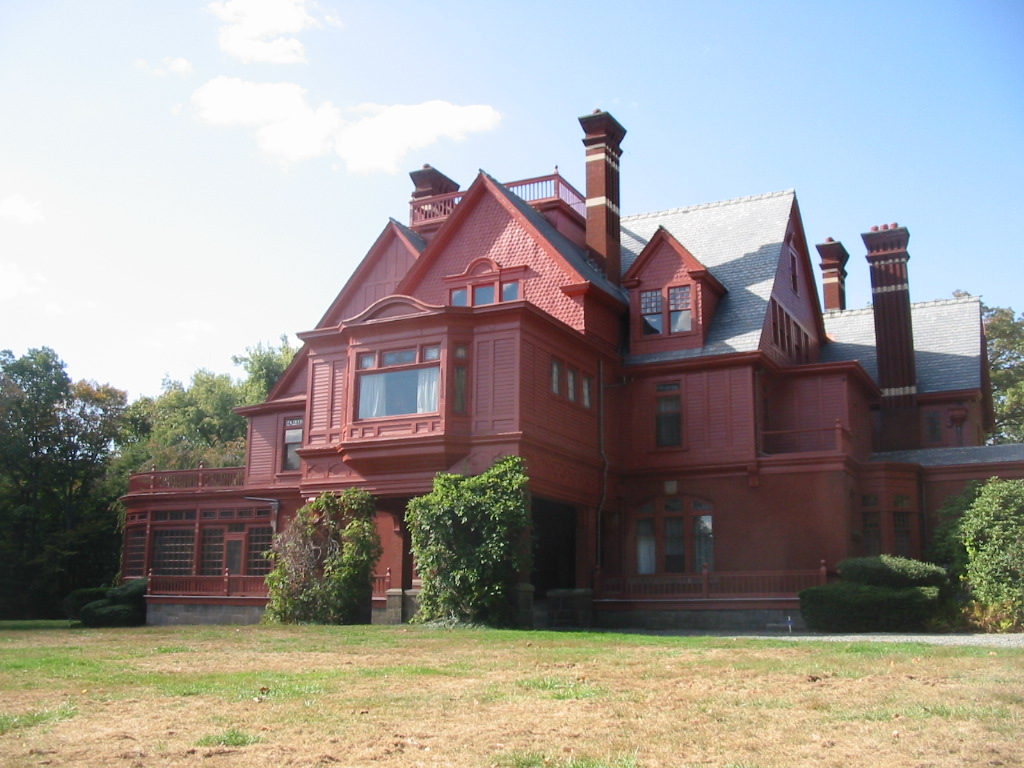
Thomas Edison National Historical Park